# Спирьков, Степан Петрович
Степан Петрович Спирьков (27.12.1904, Елабуга — 2.9.1982, Москва) — командир батальона 330-го стрелкового полка 86-й стрелковой дивизии 7-й армии Северо-Западного фронта, капитан. Герой Советского Союза.

## Биография
Родился 27 декабря 1904 года в городе Елабуга в семье рабочего. Русский. Член ВКП(б)/КПСС с 1943 года. Окончил 4 класса. Работал на судоремонтном заводе, затем в колхозе.
В Красной Армии в 1926—1928 годах и с 1931 года. Окончил военное пехотное училище. Участник советско-финской войны 1939—1940 годов.
Командир батальона 330-го стрелкового полка капитан Степан Спирьков в марте 1940 года в боях у города Выборга захватил северную окраину населённого пункта Скиппари, нанеся противнику большой урон в живой силе и боевой технике. Умело руководил действиями батальона в бою за населённый пункт Вилайоки. Был тяжело ранен, но не покинул поля боя.
Указом Президиума Верховного Совета СССР от 21 марта 1940 года «за образцовое выполнение боевых заданий командования на фронте борьбы с финской белогвардейщиной и проявленные при этом отвагу и геройство» капитану Спирькову Степану Петровичу присвоено звание Героя Советского Союза с вручением ордена Ленина и медали «Золотая Звезда».
В годы Великой Отечественной войны С. П. Спирьков работал военным комиссаром в городах Казань, Ульяновск, Загорск. С 1954 года полковник Спирьков С. П. — в запасе, а затем в отставке. Жил в городе-герое Москве. Скончался 2 сентября 1982 года.
Похоронен на Митинском кладбище. На Аллее Героев в городе Болгар Спасского района Республики Татарстан установлен бюст С. П. Спирькова.
Награждён двумя орденами Ленина, орденами Красного Знамени, Красной Звезды, медалями.